# Мали концерт за сузе и гитару
„Мали концерт за сузе и гитару” је југословенски ТВ филм из 1964. године. Режирао га је Предраг Динуловић а сценарио је написао Љубивоје Ршумовић.

## Улоге
| Глумац              | Улога |
| ------------------- | ----- |
| Оливера Марковић    |       |
| Власта Велисављевић |       |